# Chalcides sphenopsiformis
Chalcides sphenopsiformis (клиномордий сцинк Дюмеріля) — вид сцинкоподібних ящірок родини сцинкових (Scincidae). Мешкає в Африці.

## Поширення і екологія
Клиноморді сцинки Дюмеріля поширені на узбережжі Атлантичного океану від південно-західного Марокко через Західну Сахару і Мавританію до північного Сенегалу. Вони живуть серед піщаних дюн і прибережних мілин, на висоті до 350 м над рівнем моря. Ведуть риючий, денний спосіб життя. Живородні.